# Jim Henson
James Maury „Jim“ Henson (24. září 1936, Mississippi, USA – 16. května 1990) byl americký loutkoherec, známý jako tvůrce The Muppets. Své loutky vedl v různých televizních pořadech, jako je Sezame, otevři se a Muppet Show, a rovněž ve filmech jako The Muppet film a The Great Muppet Caper. Dočkal se dokonce oscarových nominací v kategorii režie animovaného filmu.
Vystudoval Universitu v Marylandu, College Park, stal se jedním z nejznámějších loutkářů v historii.
Zemřel na Streptococcus pyogenes 16. května 1990.